# Ghana op de Olympische Zomerspelen 2024
Ghana nam deel aan de Olympische Zomerspelen 2024 in Parijs, Frankrijk. 

## Aantal deelnemers
Hieronder volgt een overzicht van de atleten die zich kwalificeerden voor de Olympische Zomerspelen van 2024.
| Sport    | Mannen | Vrouwen | Totaal |
| -------- | ------ | ------- | ------ |
| Atletiek | 5      | 1       | 6      |
| Zwemmen  | 1      | 1       | 2      |
| Totaal   | 6      | 2       | 8      |

## Deelnemers en resultaten

### Atletiek

#### Loopnummers
Mannen
| atleet                                                                                            | onderdeel | voorronde | voorronde | series | series | herkansingen | herkansingen | halve finale | halve finale | finale         | finale         |
| atleet                                                                                            | onderdeel | tijd      | rang      | tijd   | rang   | tijd         | rang         | tijd         | rang         | tijd           | rang           |
| ------------------------------------------------------------------------------------------------- | --------- | --------- | --------- | ------ | ------ | ------------ | ------------ | ------------ | ------------ | -------------- | -------------- |
| Benjamin Azamati                                                                                  | 100m      | bye       | bye       | 10,08  | 2 Q    | n.v.t.       | n.v.t.       | 10,17        | 9            | niet geplaatst | niet geplaatst |
| Abdul-Rasheed Saminu                                                                              | 100m      | bye       | bye       | 10,06  | 3 Q    | n.v.t.       | n.v.t.       | 10,05        | 7            | niet geplaatst | niet geplaatst |
| Joseph Paul Amoah Benjamin Azamati Isaac Botsio Ibrahim Fuseini Edwin Gadayi Abdul-Rasheed Saminu | 4x100m    | DSQ       | DSQ       | n.v.t. | n.v.t. | n.v.t.       | n.v.t.       | n.v.t.       | n.v.t.       | niet geplaatst | niet geplaatst |

#### Technische nummers
Vrouwen
| atleet                | onderdeel    | kwalificaties | kwalificaties | finale         | finale         |
| atleet                | onderdeel    | afstand       | rang          | afstand        | rang           |
| --------------------- | ------------ | ------------- | ------------- | -------------- | -------------- |
| Rose Amoanimaa Yeboah | hoogspringen | 1,88 m        | 25            | niet geplaatst | niet geplaatst |

### Zwemmen
Mannen
| atleet       | onderdeel        | series | series | halve finale   | halve finale   | finale         | finale         |
| atleet       | onderdeel        | tijd   | rang   | tijd           | rang           | tijd           | rang           |
| ------------ | ---------------- | ------ | ------ | -------------- | -------------- | -------------- | -------------- |
| Harry Stacey | 100 m vrije slag | 51,12  | 52     | niet geplaatst | niet geplaatst | niet geplaatst | niet geplaatst |

Vrouwen
| atlete         | onderdeel       | series | series | halve finale   | halve finale   | finale         | finale         |
| atlete         | onderdeel       | tijd   | rang   | tijd           | rang           | tijd           | rang           |
| -------------- | --------------- | ------ | ------ | -------------- | -------------- | -------------- | -------------- |
| Joselle Mensah | 50 m vrije slag | 26,81  | 36     | niet geplaatst | niet geplaatst | niet geplaatst | niet geplaatst |